# Анхеліка Марія
Анхеліка Марія Хартман Ортіс (ісп. Angélica María Hartman Ortiz; нар. 27 вересня 1944, Новий Орлеан, Луїзіана) — мексиканська співачка, акторка та телеведуча, більш відома як Анхеліка Марія.

## Життєпис
Анхеліка Марія Хартман Ортіс народилася 27 вересня 1944 року у Новому Орлеані, штат Луїзіана, в родині американського підприємця Арнольда Фредеріка Хартмана та його дружини  — театрального продюсера Анхеліки де Хесус Ортіс Сандоваль (1924—1996). У 5-річному віці, після розлучення батьків, разом з матір'ю переїхала до Мехіко. У шість років дебютувала в кіно, зігравши хлопчиків у фільмах «Гріх» та «Достойна жінка». 1953 року отримала кінопремію Арієль як найкраща дитина-актор за роль у фільмі «Моя дружина і коханка» (1951). 1955 року, в 11-річному віці, дебютувала в театрі у п'єсі «Погане насіння» Максвела Андерсона. Її дебют на телебаченні відбувся 1960 року в головній ролі у теленовелі «Листи кохання», де вона зіграла спільно з Ернесто Алонсо. 1962 року розпочала сольну кар'єру співачки, швидко завоювавши популярність, після чого її стали називати Наречена Мексики (ісп. La Novia de Mėxico).
2005 року видала автобіографічну книгу «Angélica María: La Novia de Mėxico», написану в співавторстві з Карлосом Вело.
2008 року удостоєна почесної премії Латиноамериканські Ґреммі за музичну майстерність.
2024 року нагороджена почесною премією Золотий Арієль за кар'єрні досягнення.

## Особисте життя
1975 року Анхеліка Марія вступила у шлюб з венесуельським співаком Раулем Вале. 11 листопада того ж року у подружжя народилася донька Анхеліка Марія Вале Хартман, яка також стала співачкою та акторкою. Шлюб завершився розлученням 1989 року.

## Дискографія
- 1962 — Angélica María
- 1962 — Angélica María Vol.2
- 1963 — Angélica María Vol.3
- 1964 — Angélica María Vol.4
- 1965 — Angélica María Vol.5
- 1965 — Perdoname Mi Vida (Анхеліка Марія і Альберто Васкес, саундтрек)
- 1966 — Cantos De Navidad (сингл)
- 1966 — La Novia De La Junventud (Анхеліка Марія з Los Rebeldes del Rock)
- 1966 — Angélica María Vol.6
- 1967 — Angélica María Vol.8
- 1967 — Me Quiero Casar (Анхеліка Марія і Альберто Васкес, саундтрек)
- 1968 — Cuando me enamoro
- 1968 — Angélica Y Armando (Анхеліка Марія і Армандо Мансанеро)
- 1968 — Cinco De Chocolate Y Uno De Fresa (саундтрек)
- 1969 — Somos Novios (Corazón Contento) (Анхеліка Марія, Палітр Ортега та Армандо Мансанеро, саундтрек)
- 1969 — La Paloma
- 1970 — El Primer Amor
- 1971 — Angélica María 1971
- 1972 — El Primer Nobel Amor (Анхеліка Марія і Роберто Джордан, саундтрек)
- 1972 — Angélica María 1972
- 1973 — Tonto
- 1973 — Por Nosotros (Анхеліка Марія і Роберто Джордан, сингл)
- 1974 — Voy A Escribirte Una Carta
- 1974 — Yo Amo, Tu Amas, Nosotros…
- 1974 — Gigi Theatre (сингл)
- 1974 — Ana Del Aire
- 1974 — ¿Donde Estas Vidita Mia?
- 1975 — Una Muchach Igual Que Todas
- 1976 — Tranpas Para Un Amor (Анхеліка Марія і Рауль Вале, саундтрек)
- 1976 — Angélica María Con El Mariachi Mexico
- 1976 — Ha Nacido Mi Niña
- 1976 — Angélica María Con Mariachi
- 1977 — Papacito Piernas Largas Theatre (сингл)
- 1977 — Angélica María 1977
- 1979 — Cuanto Habla El Corazon
- 1979 — Angélica María y Raúl Vale
- 1980 — Loving in the Moonlight
- 1980 — Confia en Mi
- 1981 — Y la sentir de Juan Gabriel
- 1983 — La magia de Angélica María
- 1983 — Sera lo que sera
- 1984 — Cantar es siempre amor
- 1985 — Revelaciones
- 1986 — El Hombre de Mi Vida
- 1988 — Una Estrella
- 1989 — Pero Amanecio
- 1990 — Reina y Cenicienta
- 1990 — Mom loves Rock
- 1992 — Revolution
- 1993 — Las Grandes de Rock
- 1994 — Gracias
- 1996 — La viuda Alegre
- 1998 — Island with babies
- 1999 — Mis Exitos
- 2000 — Sabor a Nada
- 2002 — Bring me the Phone
- 2003 — Bring me the phone… en espanol
- 2004 — Boleros Reloaded
- 2006 — Amor del Bueno
- 2007 — Estrella mia
- 2008 — Por Supuesto
- 2009 — Que Emane (сингл)
- 2010 — Ven A Mi Soledad (сингл)
- 2013 — Con Tu Amor
- 2013 — With Your Love (сингл)

## Вибрана фільмографія
| Рік       |    | Українська назва                   | Оригінальна назва                  | Роль                                                    |
| --------- | -- | ---------------------------------- | ---------------------------------- | ------------------------------------------------------- |
| 1950      | ф  | Гріх                               | Pecado                             | Мігеліто                                                |
| 1950      | ф  | Достойна жінка                     | Una mujer decente                  | Родольфо, син Роси                                      |
| 1950      | ф  | Дочка іншої                        | La hija de la otra                 | Лупіта в дитинстві                                      |
| 1951      | ф  | Звірятко                           | Fierecilla                         | Росіта в дитинстві                                      |
| 1951      | ф  | Коханці                            | Los amantes                        | Глорія                                                  |
| 1951      | ф  | Моя дружина і коханка              | Mi esposa y la otra                | Кармеліта                                               |
| 1956      | ф  | Яструби                            | Los gravilanes                     | Мікаела / Флоресіта                                     |
| 1960      | с  | Листи кохання                      | Cartas de amor                     | Ісабель                                                 |
| 1962      | ф  | Небо і земля                       | El cielo y la tierra               | Маріса                                                  |
| 1962      | ф  | Повелитель бурі                    | El señor... Tormenta               | Росіта                                                  |
| 1963      | ф  | Моє життя — пісня                  | Mi vida es una canción             | Марта                                                   |
| 1965      | ф  | Гангстер                           | El gángster                        | Каріто                                                  |
| 1966      | ф  | Тільки для тебе                    | Sólo para ti                       | Елена Монтеро                                           |
| 1967      | ф  | П'ять шоколадних і один полуничний | 5 de chocolate y 1 de fresa        | Есперанса / Бренда / Домітіла                           |
| 1968      | с  | Легенди Мексики                    | Leyendas de Mėxico                 | Істаксіватль                                            |
| 1968      | ф  | Дике серце                         | Corazón salvaje                    | Моніка Молнар                                           |
| 1969      | ф  | Як кішка з собакою                 | Como perros y gatos                | Роса Моран                                              |
| 1971—1973 | с  | Італійка збирається заміж          | Muchacha italiana viene a casarse  | Валерія Донатті                                         |
| 1974      | с  | Небесна Ана                        | Ana del aire                       | Ана Фернандес                                           |
| 1977—1978 | с  | Дике серце                         | Corazón salvaje                    | Моніка Молнар                                           |
| 1979      | с  | Яра                                | Yara                               | Яра                                                     |
| 1981      | с  | Дім, який я пограбувала            | El hogar que yo robe               | Вікторія Вальдес Рольдан / Андреа Монтемайор де Веларде |
| 1994—1995 | с  | Рожеві шнурки                      | Agujetas de color de rosa          | Еліза де Армендарес                                     |
| 1996      | с  | Благословенна брехня               | Bendita mentira                    | Есперанса Мартінес де Де ла Мора                        |
| 1999      | с  | Росалінда                          | Rosalinda                          | Соледад Ромеро де Дель Кастільйо                        |
| 1999—2002 | с  | Жінка, випадки з реального життя   | Mujer, casos de la vida real       | Рамона / Надя                                           |
| 2003      | ф  | Наречена моря                      | La novia del mar                   | Ріна                                                    |
| 2006—2007 | с  | Найвродливіша негарна              | La fea más bella                   | донья Хульєта Соліс де Паділья                          |
| 2007      | с  | Дівчатка як ти                     | Muchachitas como tú                | у ролі самої себе                                       |
| 2009      | с  | Жінки-вбивці                       | Mujeres asesinas                   | Хулія Еспіноса                                          |
| 2010—2011 | с  | Аврора                             | Aurora                             | Пасьйон Уркіхо                                          |
| 2011      | с  | Моє серце наполягає, Лола Волкан   | Mi corazón insiste en Lola Volcán  | Чавела Волкан                                           |
| 2012—2013 | с  | Яке прекрасне кохання              | Qué bonito amor                    | Амалія Гарсія де Мендоса                                |
| 2014      | мф | Книга життя                        | The Book of Life                   | сестра Ана                                              |
| 2017      | ф  | Коко                               | Coco                               | бабуся Елена                                            |
| 2017—2018 | с  | Карлос Гардель, король танго       | Carlos Gardiel the King of Tango   | Берта                                                   |
| 2021      | ф  | Дім квітів: Фільм                  | La casa de las flores: la película | Есперанса                                               |
| 2021      | ф  | Нестерпного Різдва!                | Una Navidad no tan padre           | -                                                       |
| 2023      | с  | Лінкольн для адвоката              | The Lincoln Lawyer                 | Елена                                                   |

## Нагороди та номінації
Арієль
- 1953 — Найкраща дитяча роль (Моя дружина і коханка).
- 2024 — Золотий Арієль за кар'єрні досягнення.

TVyNovelas Awards
- 1994 — Спеціальна премія за кар'єрні досягнення.
- 1995 — Номінація на найкращу акторку (Рожеві шнурки).
- 1997 — Номінація на найкращу акторку другого плану (Запалений факел).
- 1997 — Найкраща роль у виконанні заслуженої акторки (Благословенна брехня).
- 2000 — Спеціальна премія за 50-річну кар'єру.
- 2000 — Номінація на найкращу роль у виконанні заслуженої акторки (Росалінда).
- 2007 — Номінація на найкращу роль у виконанні заслуженої акторки (Найвродливіша негарна).

Bravo Awards
- 2000 — Спеціальна премія за 50-річну кар'єру.

Латиноамериканські Ґреммі
- 2008 — Почесна премія за музичну майстерність.

People en Español
- Найкраща акторка другого плану (Яке прекрасне кохання).